# Chindongo saulosi
Chindongo saulosi (też: pyszczak Saulosa) – gatunek słodkowodnej ryby z rodziny pielęgnicowatych (Cichlidae), należący do grupy roślinożernych pyszczaków mbuna. Często hodowany w akwariach z biotopem malawijskim.

## Występowanie
Gatunek endemiczny jeziora Malawi (Niasa). W naturalnych warunkach zamieszkuje skaliste rafy w okolicach wyspy Chizumulu. Pływa w dużych ławicach na głębokościach 7–15 metrów, w wodach o silnym prądzie.

## Opis
Ryby osiągają niewielkie rozmiary do 8 cm długości. Młode ryby są koloru żółtego, a samce można odróżnić jedynie po plamkach na płetwie odbytowej. Osobniki dojrzałe cechują się wyraźnym dymorfizmem płciowym. Samice pozostają w kolorze żółtym, natomiast samce wybarwiają się na kolor niebieski z czarnymi pionowymi pasami na ciele. W zależności od ustalonej w stadzie hierarchii samiec dominujący wybarwia się bardzo intensywnie, zaznaczając w ten sposób swoją pozycję, natomiast samce zdominowane będą bladoniebieskie. Intensywność wybarwienia poszczególnych samców zmienia się zależnie od tego czy przejęły lub straciły dominację w stadzie. 
C. saulosi są jednymi z najmniejszych i najłagodniejszych pyszczaków z grupy mbuna. Ryby te są umiarkowanie agresywne, a walki ograniczają się jedynie do obrony rewiru i ustalenia hierarchii co dzieje się zarówno w przypadku samców jak i samic. W warunkach akwariowych pyszczaki te najlepiej trzymać w grupie co najmniej 6 osobników w celu rozłożenia agresji, przy czym istotne jest, aby na jednego samca przypadały 2–3 samice. W przeciwnym razie samica może zostać zamęczona intensywnymi zalotami samca.
Istnieje również odmiana C. saulosi coral będąca odmianą barwną, w której samice cechują się bardziej intensywnym i głębszym kolorem. Wybarwiają się one na jednolity pomarańczowo-czerwony kolor.

## Akwarium
Zbiornik jednogatunkowy dla C. saulosi powinien mieć objętość co najmniej 100 litrów i długość minimum 80 cm. W takim akwarium można hodować grupę haremową składającą się z 1–2 samców i 4–5 samic. Ze względu na fakt, iż ryby kopią w podłożu, dno zbiornika najlepiej wypełnić piaskiem lub bardzo drobnym żwirkiem. Do dekoracji wykorzystujemy skały i kamienie (najlepiej wapienie i piaskowce), które ustawiamy na dnie akwarium zamiast na podłożu. W przeciwnym razie ryby mogą podkopać dekoracje i doprowadzić do uszkodzenia zbiornika. Skały i kamienie ustawiamy w taki sposób, aby zapewnić jak najliczniejsze występowanie szczelin i grot, pozostawiając jednak wystarczającą przestrzeń do pływania.
Ryby te wymagają dużego prądu wody, wydajnej filtracji i systematycznych podmian wody w ilości około 20%. Dla zapewnienia odpowiedniej filtracji niezbędny jest zewnętrzny filtr kubełkowy. Aby zapewnić nadfiltrację, bardzo wskazaną przy hodowli pyszczaków, warto zaopatrzyć się w filtr przeznaczony do większego zbiornika niż posiadany. Dodatkowe wzmocnienie prądu wody możemy wykorzystać stosując odpowiednio dobrane cyrkulatory akwarystyczne.
W większych akwariach możliwa jest hodowla wielogatunkowa. Wymagany jest wtedy zbiornik o długości minimum 150 cm. Dobór pozostałych gatunków najlepiej realizować z tego samego biotopu, z uwzględnieniem gatunków o podobnie niskim poziomie agresji. Dobrym wyborem w tym przypadku mogą być gatunki pyszczak yellow lub pyszczak zebra red.
| Zalecane warunki w akwarium | Zalecane warunki w akwarium                      |
| --------------------------- | ------------------------------------------------ |
| Zbiornik                    | powyżej 100 l, minimum 80 cm                     |
| Temperatura wody            | 24 – 27 °C                                       |
| Twardość wody               | średnio twarda do twardej                        |
| Skala pH                    | pH 7,5 – 8,5                                     |
| Pokarm                      | pokarmy roślinne urozmaicane dietą niskobiałkową |

## Odżywianie
Ryby te w naturze odżywiają się głównie zooplanktonem, glonami i drobnymi bezkręgowcami.
W warunkach hodowlanych dla C. saulosi dominującymi pokarmami powinny być suche karmy roślinne na bazie spiruliny. Ryby wymagają diety niskobiałkowej, w związku z czym nie powinno się ich karmić sercami wołowymi, ochotką czy piersią kurczaka. Dietę skutecznie można uzupełnić mrożoną artemią, dafnią, sałatą, szpinakiem, kaszą manną lub kukurydzianą.
Ryby lepiej karmić częściej, podając mniejsze ilości pokarmu. Najważniejszą zasadą jest, aby zapewnić maksymalnie urozmaiconą dietę ze znaczną przewagą pokarmów roślinnych.

## Rozmnażanie
Gatunek dość szybko podchodzący do tarła. Samice o długości 4–5 cm potrafią już inkubować ikrę. Samiec wybiera i przygotowuje miejsce do tarła, a następnie rozpoczyna zaloty do samicy. Gdy ta ulegnie płynie w przygotowane przez samca miejsce gdzie składa jaja, które następnie zbiera do pyska. Zmylona samica próbuje także zebrać jaja „atrapy” z płetwy odbytowej samca. W tym momencie następuje uwolnienie mleczu i zapłodnienie ikry w pyszczku samicy. Samica nosi zazwyczaj 10–15 jaj, a inkubacja trwa około 3–4 tygodni. Po tym czasie samica wypluwa w pełni rozwinięte młode, które już samodzielnie pobierają pokarm. Samice potrafią być agresywne w stosunku do podrastającego narybku, dlatego należy zadbać o dostateczną liczbę kryjówek dla młodych osobników.